# Gerhard Rosselmini
Pour les articles homonymes, voir Rosselmini.
Gerhard von Rosselmini, également écrit Roselmini, né le 16 janvier 1745 à Pise et mort le 19 novembre 1799 à Vicence, en Italie, est un militaire autrichien au service de la monarchie des Habsbourg. Il se distingua pendant les guerres de la Révolution française et participa en 1796 à plusieurs affrontements en Italie contre Napoléon Bonaparte.

## Biographie

### De l'enseigne au général
Gerhard Rosselmini naquit le 16 janvier 1745 à Pise, en Italie. Son père, Odoardo Rosselmini, était chambellan du grand-duc de Toscane. Il commença sa carrière militaire comme enseigne au régiment d'infanterie Botta no 12 le 1er mai 1761. Il fut ensuite promu sous-lieutenant en mai 1767 avant d'être transféré au régiment d'infanterie Kaiser no 1 avec le grade de capitaine en juillet de la même année. Major en second en juillet 1778, major en premier en mai 1784 et enfin lieutenant-colonel en juillet 1787, il rejoignit les forces autrichiennes chargées d'envahir la Valachie au début de la guerre austro-turque en février 1788. 
Le 28 mars 1789, il fut nommé colonel du régiment Kaiser. Son unité fut affectée en 1793 à l'armée autrichienne du Haut-Rhin, sous les ordres du général Wurmser, et participa aux affaires de Bad Bergzabern le 21 août et de Bienwald les 12 et 19 septembre 1793. Rosselmini prit également part à l'assaut des lignes de Wissembourg le 13 octobre suivant. Il soutint peu après deux combats contre les Français à Frœschwiller, le premier le 16 décembre dont il sortit victorieux et le second le 22 où il fut fait prisonnier. Il fut libéré en février 1794 et élevé au grade de général-major le 24 de ce mois.

### Sur le front d'Italie

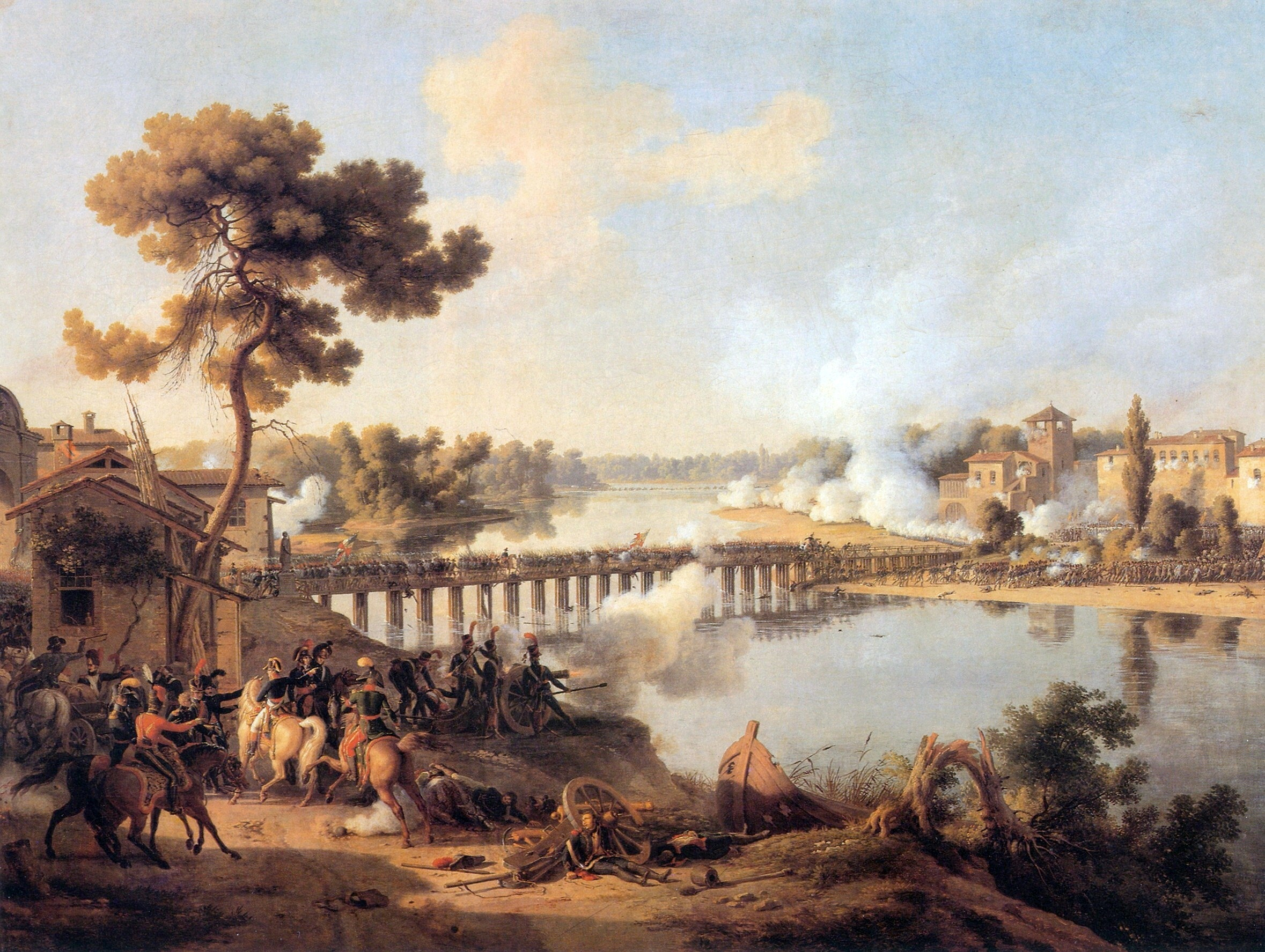
La bataille du pont de Lodi, le 10 mai 1796, par Louis-François Lejeune. Au premier plan, Bonaparte donne des ordres à son état-major.

Pendant la première phase de la campagne d'Italie en avril 1796, Rosselmini dirigea une brigade au sein de l'armée du général Beaulieu. À la fin du mois de mars, ses bataillons prirent leurs quartiers d'hiver à Lodi. Éloigné du théâtre principal des opérations, le général fut tenu à l'écart des premiers engagements de la campagne, mais lors de la retraite autrichienne derrière le Pô, il couvrit le flanc de l'armée en faisant mouvement sur la rive sud du fleuve. Il repassa finalement sur la rive nord le 4 mai, au sud de Pavie. Enzenthal indique qu'il commanda par intérim la division Argenteau après la bataille de Montenotte. 
Six jours plus tard, au cours de la bataille du pont de Lodi, Rosselmini fut chargé d'occuper le village de Lodi pour permettre à l'arrière-garde du général Vukassovich de se replier en sécurité. Il disposait pour ce faire d'un bataillon du régiment no 39 Nádasdy et de deux escadrons du régiment de uhlans no 1 Mészáros, soit en tout 909 hommes. Peu avant midi, les premières troupes françaises attaquèrent Rosselmini et refoulèrent ses soldats à l'intérieur du village. Au plus fort de l'action, le bataillon Nádasdy se joignit aux unités de première ligne de Sebottendorf tandis que les uhlans se placèrent en soutien de la seconde ligne. Ses hommes furent finalement contraints de battre en retraite.
Les jours précédant la bataille de Borghetto, Beaulieu donna l'ordre à la brigade Rosselmini de rallier la forteresse de Mantoue, où elle arriva le 3 juin 1796. Lorsque la ville fut assiégée par les Français, Rosselmini occupait la citadelle avec cinq bataillons d'infanterie totalisant 3 666 soldats. Wurmser profita d'une brève interruption du siège au début du mois d'août pour renvoyer son subordonné à l'extérieur de la forteresse. Plus tard, les Autrichiens tentèrent pour la troisième fois de dégager Mantoue et Rosselmini participa à l'opération au commandement d'une brigade du corps de Provera. Il fut mis en non-activité le 12 juin 1797 et mourut à Vicence le 19 novembre 1799.